# جائزة عبد الحميد شومان
جائزة عبد الحميد شومان هي جائزة عربية سنوية تمنحها مؤسسة عبد الحميد شومان في ستة حقول علمية تحددها الهيئة العلمية للجائزة وتحدد التخصصات التي تعلن للتنافس في كل حقل منها لدعم البحث العلمي والتواصل الفكري والثقافي وغير ذلك من الأساليب في مجالات العلم والثقافة، وتتكون من 3 جوائز:
1. جائزة عبد الحميد شومان لمعلمي العلوم في المدارس الأساسية والثانوية الأردنية
2. جائزة عبد الحميد شومان للباحثين العرب
3. جائزة عبد الحميد شومان لأدب الأطفال

## تاريخ
أطلقتها مؤسسة عبد الحميد شومان عام 1982 وتمنح تقديراً لنتاج علمي متميز يؤدي نشره وتعميمه إلى زيادة في المعرفة العلمية والتطبيقية وزيادة الوعي بثقافة البحث العلمي، ويسهم في حل المشكلات ذات الأولوية محلياً وإقليمياً وعالمياً.
فـاز بالجائزة منذ إطلاقها عام 1982 وحتى نهايـة العام 2012 (361) ثلاثمائة وواحد وستون أستاذاً وباحثاً ينتسبون إلى (59) تسع وخمسين جامعة ومؤسسة علمية عربية يتوزعون على مختلف الأقطار العربية.

### تطور الجائزة
- عام 1982: إطلاق جائزة عبد الحميد شومان للباحثين العرب الشبان،4 جوائز تغطي 4 تخصصات معرفية قيمة كل منها 3 آلاف دينار
- عام 1983: 5 جوائز
- عام 1984: 7 جوائز
- عام 1993: 10 جوائز قيمة كل منها 5 آلاف دينار.
- عام 1995: 12 جائزة.
- عام 2002: قيمة كل جائزة 10آلاف دولار، رفع الحد الأعلى لسن المرشح من 40 عاماً ليصبح 45 عاماً.
- عام 2011: قيمة كل جائزة 15 ألف دولار.
- عام 2013: وضعت أسس جديدة للجائزة.

## حقول الجائزة
1- العلوم الطبية والصحية. 2- العلوم الهندسية. 3- العلوم الأساسية. 4- الآداب والعلوم الإنسانية والاجتماعية والإدارية. 5- العلوم الزراعية. 6- العلوم التطبيقية بما فيها المياه والطاقة والبيئة.

## التقييم ومنح الجوائز
تتولى تقييم النتاج المقدم لجنة تؤلفها الهيئة العلمية للجائزة من ذوي التخصص في موضوع الجائزة بناءً على معايير تضعها اللجنة لهذا الغرض.
تعلن مؤسسة عبد الحميد شومان أسماء الفائزين بالجائزة بالوسائل المناسبة، وذلك في موعد تحدده كل عام، ويقام حفل خاص لمنح الجائزة.

## شروط الجائزة
- أن يكون المرشح عربي الجنسية أو من أصل عربي، وأن يكون عمله متصلاً بالأدب الموجه للأطفال دون السادسة عشرة من العمر.
- أن يكون العمل معدا خصيصا للجائزة ويقدم باللغة العربية الفصيحة وبالحجم والشكل المناسبين.
- يقبل الترشيح للجائزة من المؤلفين أنفسهم أو من خلال المؤسسات الأدبية والتعليمية والتربوية والعلمية والثقافية.[3]

## بعض الفائزين
أوردت جامعة النجاح الوطنية جزء من الفائزون من كادرها بالجائزة كان منهم:
| الاسم                   | سنة الحصول | موضوع البحث                       |
| أ.د. وليد حمداوي        | 2009       | في مجال علوم الهندسة              |
| أ.د. محمد دريش          | 2006       | في مجال الهندسة الكهربائية        |
| د. محمد رباع            | 2002       | في مجال العلوم الإنسانية          |
| د. أمين دواس            | 2000       | في مجال العلوم القانونية والشرعية |
| أ.د. محمد اشتية         | 2000       | في مجال العلوم الحياتية           |
| د. طالب الطل            | 1997       | في مجال الكيمياء                  |
| د. عبد الناصر القدومي   | 1997       | في مجال العلوم النفسية والتربوية  |
| أ.د. أفنان دروزة        | 1990       | في مجال العلوم الاجتماعية         |
| د. عمر عبد الرزاق       | 1992       | في مجال الاقتصاد                  |
| أ.د. عبد الفتاح أبو شكر | 1989       | في مجال الاقتصاد                  |
| د. عبد الستار قاسم      | 1984       | في مجال العلوم السياسية           |
| د. عادل الأسطه          | 1992       | في مجال الآداب                    |

## قائمة الفائزين

### جائزة عبد الحميد شومان للباحثين العرب
- 2019:[5]
  - العلوم الطبية والصحية:

1. بسام رشدي سعيد علي، (فلسطين)
2. مروان محمد عبدالسالم رفعت، (لبنان)
3. إمام عبد اللطيف إمام واكد، (مصر)

- العلوم الهندسية: محمد عبد الله أحمد الداودي، (المغرب)
- العلوم الأساسية:

1. إسماعيل خليل ابنيه وراد، (فلسطين)
2. أحمد محمد أحمد الصباغ، (مصر)
3. شاهر محمد أحمد مومني، (الأردن)
4. عمر محمد أحمد كنيعو، (لبنان)

- العلوم الإنسانية والاجتماعية والتربوية:

سليمان بن محمد بن سليمان البلوشي، (عُمان)، عن موضوع «استراتيجيات تطوير واقع التعليم في الوطن العربي»
- العلوم التكنولوجية والزراعية:

1. شريف علي أحمد صقر، (مصر)
2. نور الدين بودريقة، (تونس)
3. مصطفى عرسان عبد الله جرار، (فلسطين)

- العلوم الاقتصادية والإدارية:

أسامة عبد المجيد عبد الحميد العاني، (العراق)
نهى محمد هشام حامد البسيوني، (مصر)
سعيد محمد مختار البنا، (مصر)
حجبت الجائزة في الحقول والموضوعات التالية: 1 .العلوم الهندسية: - تكنولوجيا هندسة الزلازل 2 .العلوم الإنسانية والاجتماعية والتربوية: - صناعة الإعلام في زمن وسائل التواصل الحديثة

### جائزة عبد الحميد شومان لأدب الأطفال
- 2019: موضوع «رواية الخيال العلمي للفتيان والفتيات»[6]
  - المرتبة الأولى: ماريا محمد دعدوش (سوريا)، عن مؤلفها «أريد عيونا ذهبية»
  - المرتبة الثانية: لبنى علي صالح (الأردن)، عن مؤلفها «نورجاسيندا»
  - المرتبة الثالثة: ريمه عبد العزيز بنفرج (تونس) عن مؤلفها «الآنسة كاف عين»

- 2020: موضوع "القصة الخيالية"[7]

- المرتبة الأولى: محمد زكريا (الأردن)، عن موؤلفه "غول المكتبة"
- المرتبة الثانية: روعة سنبل أحمد (سوريا)، عن مؤلفها "دمدوم صانعة الغيوم"
- المرتبة الثالثة: حسان عبد الباسط محمد الجودي (سوريا)، عن مؤلفه "خرطوم ميمون"